# Vivian Cheruiyot
Pour les articles homonymes, voir Cheruiyot.
Vivian Cheruiyot (née le 11 septembre 1983 à Logosho, dans le district de Keiyo) est une athlète kényane, spécialiste des courses de fond, double championne du monde du 5 000 mètres et du 10 000 mètres, championne olympique sur le 5 000 mètres.

## Biographie

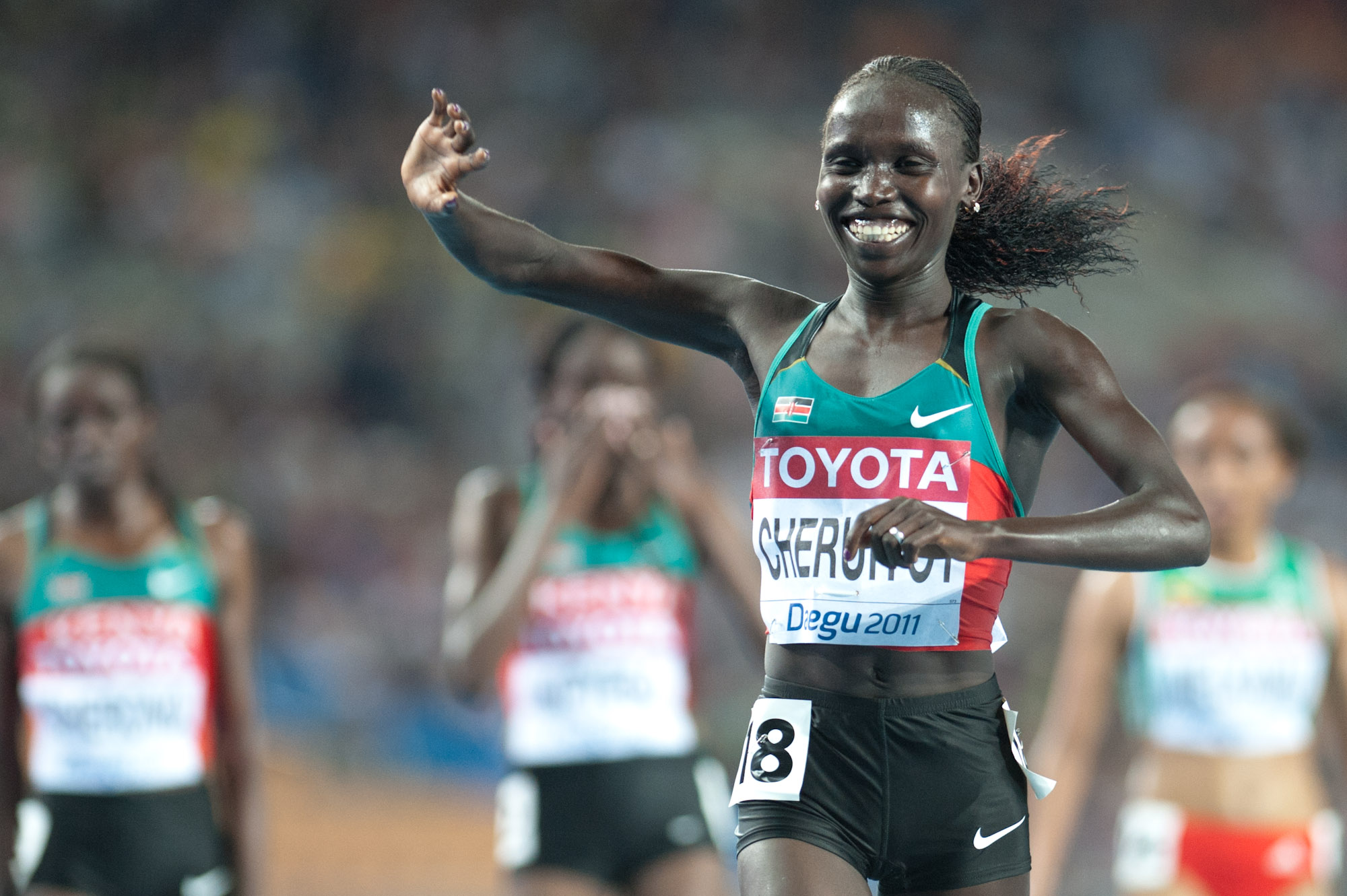
Vivian Cheruiyot lors des championnats du monde 2011.

Aux Championnats du monde d'Osaka, en 2007, Vivian Cheruiyot s'adjuge la médaille d'argent de l'épreuve du 5 000 mètres, s'inclinant de plus d'une demi-seconde face à l'Éthiopienne Meseret Defar. 
Le 22 août 2009, elle remporte le 5 000 mètres des Championnats du monde de Berlin, où elle devance avec le temps de 14 min 57 s 97 sa compatriote Sylvia Jebiwott Kibet et Meseret Defar. Alignée sur deux épreuves lors de la finale mondiale de l'IAAF disputée en fin de saison à Thessalonique, elle se classe deuxième du 3 000 m et troisième du 5 000 m.

Elle commence la saison 2010 par une deuxième place obtenue lors des Championnats du monde en salle de Doha où elle s'incline de justesse sur 3 000 m face à Meseret Defar. Fin juillet, Vivian Cheruiyot décroche son premier titre continental sénior à l'occasion des Championnats d'Afrique de Nairobi, s'imposant dans l'épreuve du 5 000 m face à Meseret Defar et Sentayehu Ejigu. Elle dispute et remporte la première édition de la Ligue de diamant grâce notamment à ses trois victoires obtenues lors du meeting Athletissima de Lausanne, du Meeting Areva de Paris-Saint-Denis (où elle établit la meilleure performance mondiale de l'année 2010 en 14 min 27 s 41), ainsi que lors de la finale au Mémorial Van Damme de Bruxelles. Sélectionnée dans l'équipe d'Afrique lors de la première édition de la Coupe continentale, à Split, la Kényane remporte le 5 000 m devant Ejigu.

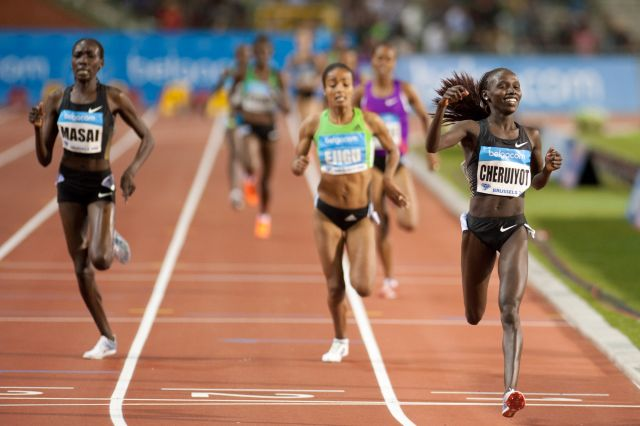
Vivian Cheruiyot lors de sa victoire au Mémorial Van Damme 2010.

En mars 2011, à Punta Umbría en Espagne, la Kényane s'adjuge le titre individuel des Championnats du monde de cross devant sa compatriote Linet Masai, bouclant les huit kilomètres du parcours dans le temps de 24 min 58 s. Elle remporte par ailleurs le titre mondial par équipes. Elle remporte sur 5 000 mètres les deux premiers meetings de la Ligue de diamant 2011, à Shanghai et Eugene, et établit fin à juillet à Stockholm un nouveau record du Kenya du 5 000 m en s'imposant en 14 min 20 s 87, quatrième meilleure performance mondiale de tous les temps sur la distance derrière les Éthiopiennes Tirunesh Dibaba et Meseret Defar.
Lors des Mondiaux de Daegu, elle remporte le 10 000 m en 30 min 48 s 98 en devançant deux de ses compatriotes, Sally Kipyego et Linet Masai. Quelques jours plus tard, elle conserve son titre de championne du monde du 5 000 m, avec un temps de 14 min 55 s 36. 
Aux Jeux olympiques de Rio en août 2016, la Kenyane devient vice-championne olympique sur le 10 000 mètres avec un record du Kenya en 29 min 32 s 53, à seulement une seconde de l'ancien record du monde de la Chinoise Wang Junxia (29 min 31 s 78 en 1993) qui est battu dans cette même course par Almaz Ayana (29 min 17 s 45). Quelques jours plus tard, elle obtient son sacre olympique en s'imposant en finale du 5 000 m en 14 min 26 s 17, record olympique.
Elle gagne en 2018 le Marathon de Londres en établissant son record personnel en 2 h 18 min 31 s, devenant la quatrième performeuse mondiale de l'histoire.

## Palmarès

### Cross-country

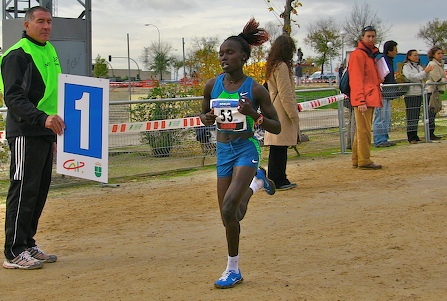
Vivian Cheruiyot lors du Cross de la Constitucion 2006.

| Date | Compétition                    | Lieu         | Résultat | Épreuve       |
| ---- | ------------------------------ | ------------ | -------- | ------------- |
| 2004 | Championnats du monde de cross | Bruxelles    | 8e       | Course courte |
| 2006 | Championnats du monde de cross | Fukuoka      | 8e       | Course courte |
| 2007 | Championnats du monde de cross | Mombasa      | 8e       | Course longue |
| 2011 | Championnats du monde de cross | Punta Umbría | 1re      | Individuel    |
| 2011 | Championnats du monde de cross | Punta Umbría | 1re      | Par équipes   |

### Piste
| Date | Compétition                    | Lieu             | Résultat | Épreuve  |
| ---- | ------------------------------ | ---------------- | -------- | -------- |
| 1999 | Jeux panafricains              | Johannesburg     | 3e       | 5 000 m  |
| 1999 | Championnats du monde jeunesse | Bydgoszcz        | 3e       | 3 000 m  |
| 2002 | Championnats du monde juniors  | Kingston         | 3e       | 5 000 m  |
| 2006 | Finale mondiale                | Stuttgart        | 3e       | 3 000 m  |
| 2007 | Championnats du monde          | Osaka            | 2e       | 5 000 m  |
| 2007 | Finale mondiale                | Stuttgart        | 2e       | 3 000 m  |
| 2007 | Finale mondiale                | Stuttgart        | 1re      | 5 000 m  |
| 2008 | Jeux olympiques                | Pékin            | 5e       | 5 000 m  |
| 2008 | Finale mondiale                | Stuttgart        | 2e       | 3 000 m  |
| 2008 | Finale mondiale                | Stuttgart        | 2e       | 5 000 m  |
| 2009 | Championnats du monde          | Berlin           | 1re      | 5 000 m  |
| 2009 | Finale mondiale                | Thessalonique    | 2e       | 3 000 m  |
| 2009 | Finale mondiale                | Thessalonique    | 3e       | 5 000 m  |
| 2010 | Championnats du monde en salle | Doha             | 2e       | 3 000 m  |
| 2010 | Championnats d'Afrique         | Nairobi          | 1re      | 5 000 m  |
| 2010 | Ligue de diamant               | Ligue de diamant | 1re      | détails  |
| 2010 | Coupe continentale             | Split            | 1re      | 5 000 m  |
| 2010 | Jeux du Commonwealth           | New Delhi        | 1re      | 5 000 m  |
| 2011 | Championnats du monde          | Daegu            | 1re      | 5 000 m  |
| 2011 | Championnats du monde          | Daegu            | 1re      | 10 000 m |
| 2011 | Ligue de diamant               | Ligue de diamant | 1re      | 5 000 m  |
| 2012 | Jeux olympiques                | Londres          | 2e       | 5 000 m  |
| 2012 | Jeux olympiques                | Londres          | 3e       | 10 000 m |
| 2012 | Ligue de diamant               | Ligue de diamant | 1re      | 5 000 m  |
| 2015 | Championnats du monde          | Pékin            | 1re      | 10 000 m |
| 2016 | Jeux olympiques                | Rio de Janeiro   | 1re      | 5 000 m  |
| 2016 | Jeux olympiques                | Rio de Janeiro   | 2e       | 10 000 m |

### Route
| Date | Compétition          | Lieu     | Résultat | Épreuve  |
| ---- | -------------------- | -------- | -------- | -------- |
| 2018 | Marathon de Londres  | Londres  | 1re      | Marathon |
| 2018 | Marathon de New York | New York | 2e       | Marathon |

## Records
| Épreuve       | Performance     | Lieu           | Date              |
| ------------- | --------------- | -------------- | ----------------- |
| 1 500 m       | 4 min 06 s 65   | Doha           | 11 mai 2007       |
| 3 000 m       | 8 min 28 s 66   | Stuttgart      | 23 septembre 2007 |
| 5 000 m       | 14 min 20 s 87  | Stockholm      | 29 juillet 2011   |
| 10 000 m      | 29 min 32 s 53  | Rio de Janeiro | 12 août 2016      |
| 10 km (route) | 30 min 47 s     | San Juan       | 26 février 2012   |
| Marathon      | 2 h 18 min 31 s | Londres        | 22 avril 2018     |